# Xylocopa pseudoviolacea
Xylocopa pseudoviolacea är en biart som beskrevs av Popov 1947. Xylocopa pseudoviolacea ingår i släktet snickarbin, och familjen långtungebin. Inga underarter finns listade i Catalogue of Life.